# Mount Sinai
Mount Sinai est un hameau et une census-designated place situé dans le comté de Suffolk, dans l'État de New York, aux États-Unis. Plus précisément, il est situé sur la rive nord de l'île de Long Island.

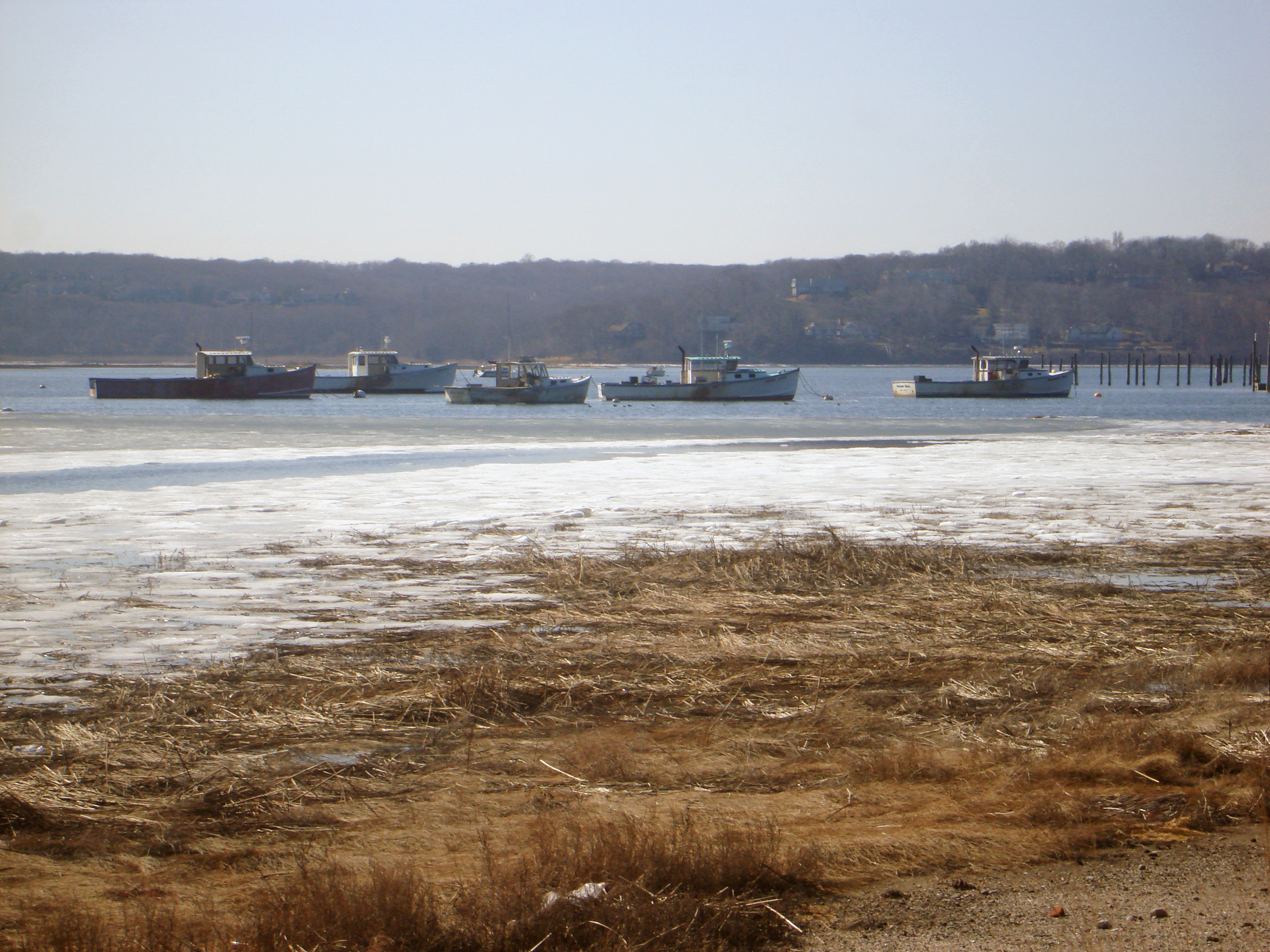
Port de Mount Sinai.

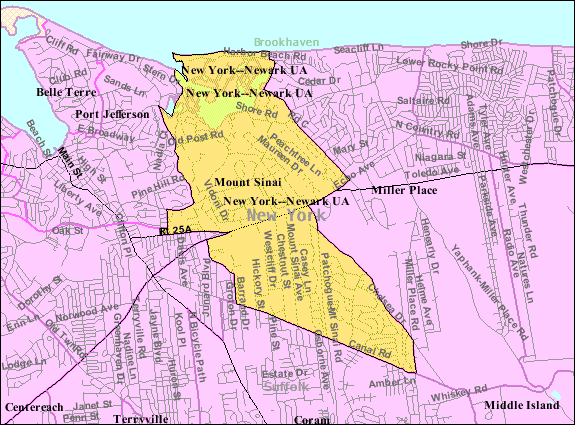
Carte de Mount Sinai.